# The Man in the Iron Mask (1977)
The Man in the Iron Mask é um filme de televisão de 1977, adaptado do romance O Visconde de Bragelonne do escritor francês Alexandre Dumas, que apresenta várias semelhanças com a versão cinematográfica de 1939. Foi produzido por Norman Rosemont para a ITC Entertainment e estrelou Richard Chamberlain como Rei Luís XIV e seu irmão gêmeo Philippe, Patrick McGoohan como Nicolas Fouquet, Ralph Richardson como Jean-Baptiste Colbert, Louis Jourdan como D'Artagnan e Ian Holm como Chevalier Duval, Jenny Agutter como a protagonista e amante de Luís XIV, Louise de la Vallière e Vivien Merchant numa participação como Rainha Maria Teresa. Foi dirigido por Mike Newell.

## Sinopse
A França do século XVIII é governada pelo excêntrico e elegante Rei Luís XIV (Richard Chamberlain) que esconde a identidade de um homem prisioneiro sob uma máscara de ferro. O homem trancado nos porões da Bastilha é seu irmão gêmeo, Phillipe, tido como morto e o herdeiro por direito ao trono. Luís XIV é um rei desleixado e que pouco se importa com o bem-estar de seu povo, arrogante, prepotente e orgulhoso. Por outro lado, Phillipe é humilde, generoso, educado e respeitador. Enquanto seu irmão gêmeo é mantido preso distante do trono, Luís XIV é manipulado por Nicolas Fouquet (Patrick McGoohan), o ganancioso ministro das finanças. O capitão dos mosqueteiros D'Artagnan (Louis Jourdan) e o ministro real Jean-Baptiste Colbert (Ralph Richardson) planejam restaurar a desejada autonomia e prosperidade do reino substituindo Luís XIV por Phillipe. 

## Elenco
- Richard Chamberlain como Rei Luís XIV / Philippe
- Jenny Agutter como Louise de la Vallière
- Patrick McGoohan como Nicolas Fouquet
- Ralph Richardson como Jean-Baptiste Colbert
- Louis Jourdan como D'Artagnan
- Ian Holm como o Chevalier Duval
- Hugh Fraser como Montfleury
- Brenda Bruce como Rainha Ana da Áustria
- Vivien Merchant como Rainha Maria Teresa

## Produção

### As filmagens
Apesar do filme ter sido produzido para a televisão, locações reais na França foram usados para as filmagens, incluindo o Palácio de Fontainebleau, residência histórica dos monarcas franceses, e o verídico Castelo de Vaux-le-Vicomte, construído por Nicolas Fouquet para a cena final do baile.